# 林心平
林心平（1919年2月—1942年8月），原名林秋逸，又名秋侠，曾用化名梁玉，浙江平阳人，中国共产党党员，江苏溧阳新昌青年抗日救亡团组织者，曾任金坛溧阳宜兴武进丹阳五县抗日联合政府文教科科长，1942年被侵华日军杀害。

## 生平

### 早年

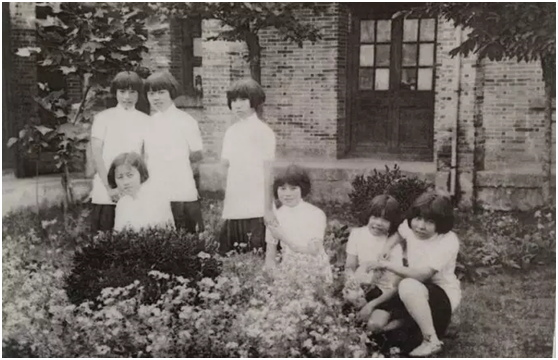
林心平（右一）与温州师范同学的合影，拍摄于1935年

1919年2月，林心平出生于浙江省平阳县北港五十都西山村（今属山门镇），后林家迁居水头街（今水头镇）。祖上世代务农，父亲林介人是水头、山门一带很有名气的中医。林家八口人全靠林介人行医养活，但林介人却常常在给贫穷乡亲看病时不收取报酬。林心平兄弟姐妹共10人，有5人参军，她在其中排行第三。在小她11岁的妹妹林秋芳记忆中，林心平是个懂事、能干，特别有担当的女子。
1928年，林心平进入平阳县立第七完全小学（今水头镇第一小学）学习，在校期间成绩优异，关心时事，因仰慕革命女侠秋瑾，改名为秋侠。林心平小学毕业后，因家庭拮据并未继续进读中学，而是在家帮母亲做针线活，或者到附近茶场打短工。已参加革命的哥哥林怡常给林心平来信，对其进行启发和引导。1935年秋，林心平考入浙江省立温州师范学校简易部。1935年12月9日，一二·九运动爆发，温州地区青年学生纷纷走出校门宣传抗日救国。林心平联络同学、组织宣传队、办校刊、举行罢课示威游行，成为一名学生运动领导人，并因此受到校方警告，后因拒绝退出学生运动被开除。

### 参加革命
林心平回家后，与同样因参加救亡运动被学校开除的表姐蔡翠云秘密串连，决心参加革命。其时，林心平哥哥林怡已加入浙南红军游击队，林心平姐妹与中共在当地活动的游击队取得联系，后被安排回乡刻印散发《浙南反帝大同盟告浙南青年书》。两人借来誊印工具，将传单连夜刻印、散发、张贴，因此被当地国民政府当作“共匪”逮捕。后经中共地下党多方营救，并由工商界出面担保才最终获释。林心平出狱回家后的第二天便重新出发，并从此再未回家。与红军游击队取得联系后，以抗金女英雄梁红玉的名字化名为“梁玉”，成为一名游击队战士。
1936年9月，浙南红军游击队与中国工农红军挺进师在平阳、瑞安交界的山区会师，并主动接受挺进师领导。挺进师将政委刘英写给中共中央的一份报告委托浙南地下党交送上海党组织，而后由上海转呈中共中央。浙南地下党将这一任务交给了16岁的林心平，林心平领命后化名梁玉，乔装成砍柴女只身前往温州城区，她为避开敌人巡逻队和岗哨，昼伏夜行在山沟蜿蜒步行几百里，成功与温州地下党取得联系。后在温州地下党的安排下，于9月中旬乘船到达上海，将密件安全交予上海地下党。随后，林心平被上海地下党领导留下从事地下交通工作。1936年11月，林心平加入中国共产党。

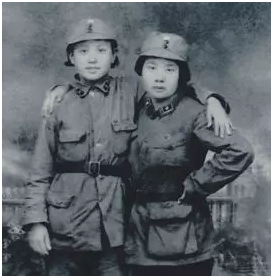
林心平（右）与张梅在延安抗大的合影，拍摄于1938年春

1937年7月7日卢沟桥事变后，中国全面抗日战争爆发。1937年8月，八路军驻沪办事处成立，林心平被调到办事处担任机要秘书，其工作得到了李克农、潘汉年等领导认可。1937年11月12日，侵华日军攻陷上海，办事处转入地下活动。1937年11月，林心平被派往陕西延安的中国人民抗日军政大学参见抗大第三期的学习。1938年8月，林心平奉命提前结束抗大学习，前往武汉，到中共中央长江局从事统战工作。经中共党组织委派，隐匿党员身份，以流亡学生身份加入“忠義救國軍”战地服务团，并出任战地服务团政治干事。1938年秋，国民政府计划将战地服务团的青年拉到屯溪进行特务训练，林心平经党组织安排协助部分进步青年集体离队前往闽浙地区，加入新四军、游击队及各地抗日救亡工作。1938年冬，林心平被调到中共金衢特委，负责开展上层知识分子统战工作等。1939年春，林心平被调到中共中央东南局妇女部，负责开展妇女运动工作。
1939年秋，为应对苏南抗日根据地的迅猛发展，东南局派出一批干部前往该根据地贯彻中共中央“向南巩固，向东作战，向北发展”方针。1940年初，在林心平的主动要求下，她被调到新四军江南指挥部工作，被任命为新四军第一支队文工团副团长。1940年冬，林心平到金坛、溧阳、新昌一带参加开辟工作，在当地爱国青年蒋万象协助下开办夜校。此外，林心平还被光华中学聘为音乐教师，同时她也主动到周围小学教唱抗日歌曲。林心平以夜校学生为基础组建“青年抗战团”，由蒋万象担任团长。林心平在团内发展中共党员，并建立了党支部。为将“青抗团”建成地方武装，蒋万象亲自前去面见中国国民党溧阳县党部书记长蒋廷鉴，最终说服蒋廷鉴合作抗日，国民党下属的自卫队与青抗团合编为受中国共产党领导的抗日游击队。

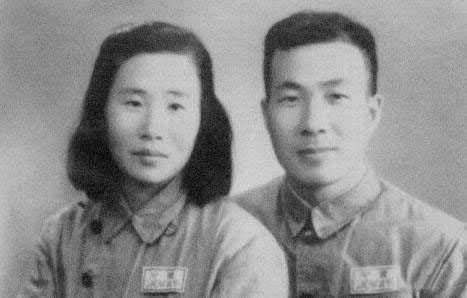
诸葛慎与林心平夫妻合影

1940年夏，国民革命军大批武装人员进驻苏南，其中国民革命军第40师特务营进占金坛西南游击区的潘家村，限制中共游击区的发展。奉命到中共金坛西南区工委工作的林心平以金坛城青年学生的身份到特务营担任文化教员。摸清特务营的实力和活动规律后，林心平与新四军的短枪队配合将特务营缴械，营长李明被活捉。皖南事变后，林心平主要从事根据地教育工作。1941年春，林心平与新四军六师十六旅四十七团团长兼长滆县长诸葛慎结婚。1941年3月，金溧宜武丹五县联合政府成立，林心平任县政府文教科长。任上，林心平组织发动群众创办多所中小学，并亲自对各校师生进行抗日宣传教育，并动员一些青年学生参加新四军。

### 遇害
1941年夏，国民政府江苏省保安第九旅的三个团向侵华日军投降，进驻长荡湖、滆湖一带地区，企图配合日军合击中国共产党领导的抗日部队。为恢复和巩固抗日游击区，林心平被中共党组织安排兼任宜兴县官林区区长，负责开辟长滆东南边区，扩大人民抗日武装，以期到达牵制日伪军的目的。数月后，林心平将张河港大河抗日游击区扩展到滆湖南岸的新桥一带。期间，林心平率队铲除了当地汉奸特务头子蒋四麻子。1942年5月，林心平与诸葛慎的儿子出生，林心平因产后患病被中共金坛县委委派到长滆地区儒林镇，隐蔽在“树德堂”中医馆诊治。1942年7月中旬，因“树德堂”医铺代理当家何德贵举报，被以汉奸吴苏为首的伪军包围在医铺中。双方交火，林心平在击毙三人后终因寡不敌众、弹尽被捕。吴苏将林心平“接”至官林据点，要求她给丈夫诸葛慎写信，归还吴苏被缴的枪支，被林心平拒绝。其后，被吴苏押送至日军据点，日军和汉奸劝降不果后，对其进行严刑拷打。1942年8月8日，林心平被押到金坛县官林小学操场后的树林中用刺刀杀害，并用硝镪水将其遗体销毁。林心平牺牲时年仅23岁。不久，林心平未满周岁的儿子因病夭折。1949年，林心平家人才得知林心平早已在1942年牺牲的消息。吴苏也在1949年逃至上海被诸葛慎抓获后枪决。

## 纪念
江苏省宜兴县林心平牺牲时所在的官林小学树林中建有林心平烈士陵园，陵园内有当地人民在1949年之后修建的烈士墓和纪念碑。林心平母校浙江省平阳县水头镇第一小学内建有纪念林心平的心平园，心平园中树立有林心平烈士铜像，铜像总高2.3米，从上至下分可为三部分：黄铜胸像、青石承台和花岗岩火烧石底座，底座最下一级前后宽1919毫米，代表林心平的出生年份，左右长1942毫米，代表她的牺牲年份，而总高2.3米则代表其牺牲时的年龄23岁。每遇清明节等重要节日，浙江平阳各地学校会组织师生前往心平园悼念。
1981年6月19日至25日，浙南日报曾连载由金美南编绘的讲述林心平革命故事的连环画《秋侠传》。
2014年9月1日，中华人民共和国民政部将其列入《第一批著名抗日英烈和英雄群体名录》。2015年，温州市妇女联合会、温州市党史学会和新四军历史研究会合作编写《林心平纪念文集》。

## 备注
1. ↑  地下交通工作通常是指情报传递工作
2. ↑  一说被捕时，儿子尚未满月[5]
3. ↑  一说牺牲于7月[1]